# Impulse Manslaughter
Impulse Manslaughter war eine US-amerikanische Crossover-Band aus Chicago, Illinois, die im Jahr 1984 unter dem Namen Liberty Cabbage gegründet wurde und sich 1993 wieder auflöste. Sie war eine der ersten Bands, die einen Vertrag bei Nuclear Blast unterschrieb.

## Geschichte
Die Band wurde am Neujahrsabend 1984 im Keller von Schlagzeuger Glen Herman mit Bassist Chris Hanley gegründet. Kurze Zeit später änderten sie ihren Namen und es kamen Sänger Karl Patton und Gitarrist Randy Sorkin zur Besetzung. Letztere verließ die Band jedoch wieder kurze Zeit später und wurde durch Gitarrist Dan ersetzt. Es folgten die ersten Auftritte in Chicago sowie an weiteren Orten im mittleren Westen der USA. Im Herbst 1986 begab sich die Band ins Studio, um die erste EP Burn One Naked and Nuke It aufzunehmen.
Nach der Veröffentlichung verließ Gitarrist Dan die Band, sodass Hanley vom Bass zur E-Gitarre wechselte. Als neuer Bassist kam Nick Stevens zur Band. Danach folgte eine Tour an der Ostküste der USA. Nach der Tour begannen die Arbeiten zum Debütalbum He Who Laughs Last... Laughs Alone, das über Underdog Records veröffentlicht wurde. In Europa erschien das Album über Nuclear Blast. Bis zur Veröffentlichung hielt die Band eine weitere Tour durch die USA.
Da Nick Stevens als nicht besonders zuverlässig galt, wurde Gitarrist Mike Schäffer zur Besetzung hinzugefügt. Dadurch konnte Hanley den Bass übernehmen, wenn Stevens nicht erschien. Später verließ Schäffer wieder die Band, um der Band Abomination beizutreten. Bevor er die Band verließ, wurden noch zwei Lieder für das neue Labe von Metal Blade aufgenommen, das den Namen Death Records trug. Das Lied Pills erschien auf der Kompilation Complete Death 2. Außerdem erschien es auf der europäischen Version von He Who Laughs Last... Laughs Alone, zusammen mit dem Lied Piss Me Off.
Um Stevens zu ersetzen, kam Bassist Vince Vogel zur Band, wodurch Hanley wieder permanent zur E-Gitarre wechseln konnte. In dieser Besetzung nahmen sie das nächste Album namens Logical End auf. Das Album erschien in den USA über Walkthrufyre Records und in Europa über Nuclear Blast. Während der Aufnahmen verließ Hanley die Band, dem kurze Zeit später Sänger Patton folgte. Als neuer Gitarrist kam John Tolczyk und als Sänger Guy Aitchinson zur Besetzung. Da sich der Klang der Musik durch die Besetzungswechsel stark verändert hatte, entschied sich die Band ihren Namen in Vermicious Knids kurzzeitig zu ändern. Sie änderten ihren Namen bald wieder zurück und auch Sänger Patton war wieder in der Besetzung. Nach der Veröffentlichung des Albums folgte eine Tour durch Europa zusammen mit Rostok Vampires. Da Nuclear Blast noch unerfahren in der Planung von Touren war, endete die Tour in einem Desaster, da Auftritte schlecht vorbereitet waren oder ausfallen mussten. Dies führte dazu, dass Mitglieder die Band verließen. Zuerst verließ Hanley die Tour, dem wenige Wochen später Herman und Sänger Patton folgten.
Jedoch bedeutete dies nicht das Ende der Band. Als neuer Schlagzeuger kam Dan Duchaine zur Besetzung, als neuer Gitarrist kam Rob Lanam. Nachdem die Band fast zwei Jahre nichts von sich hören ließ, nahm sie im Jahr 1991 die EP Sometimes auf, die über Nuclear Blasts Label Mind Control Records veröffentlicht wurde. Während der Aufnahmen verließ Tolczyk die Band, da er sich mehr seinem Nebenprojekt widmete, sodass die Band nur noch aus vier Mitgliedern bestand. Es folgte die Split-Veröffentlichung No War mit der deutschen Band Provocation. Rob Lanam erschien einmal nicht zur Bandprobe, sodass Rick McKelvy für ihn spielte und als weiteres Mitglied zur Band kam. Nach einer Tour durch die USA, sowie einigen Auftritten in Kanada, löste sich die Band 1993 auf, nachdem Schlagzeuger Duchaine und Bassist Vogel die Band verlassen hatten.
Nach der Trennung begaben sich einige Mitglieder wieder ins Studio, um eine letzte Aufnahme anzufertigen. Jedoch wurde diese Aufnahme erst im Jahr 2004 als Kompilation Live at WFMU über Beer City Records veröffentlicht.

## Stil
Die Band spielte schnellen Crossover, wobei Metal, Hardcore Punk und Punk miteinander vermischt wurden.

## Diskografie
- 1986: Burn One Naked and Nuke It (EP, Eigenveröffentlichung)
- 1987: He Who Laughs Last...Laughs Alone (Album, Underdog Records (USA), Nuclear Blast (Europa))
- 1988: Logical End (Album, Walkthrufyre Records (USA), Nuclear Blast (Europa))
- 1989: Senseless Death (Split mit A.M.Q.A., Condemned?, Sea Monkeys und Psycho, Nuclear Blast)
- 1991: Sometimes (EP, Mind Control Records)
- 1992: No War (Split mit Provocation, Positive Records)
- 2004: Live at WFMU (Kompilation, Beer City Records)